# Station Stirling (Schotland)
Stirling (Schotland) is een spoorwegstation van National Rail in Stirling in Schotland. Het station is eigendom van Network Rail en wordt beheerd door ScotRail. 

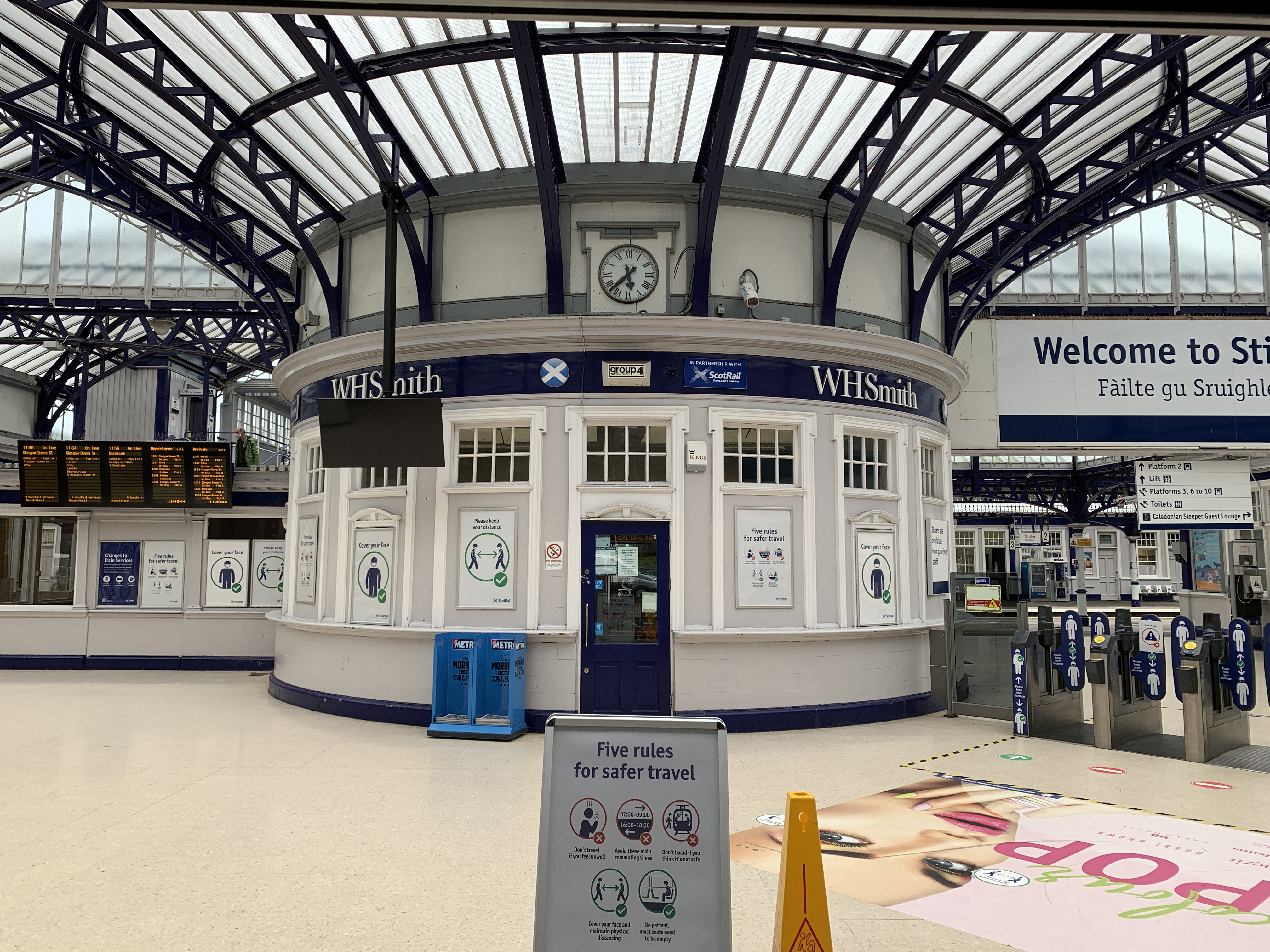
Stationshal (2020)
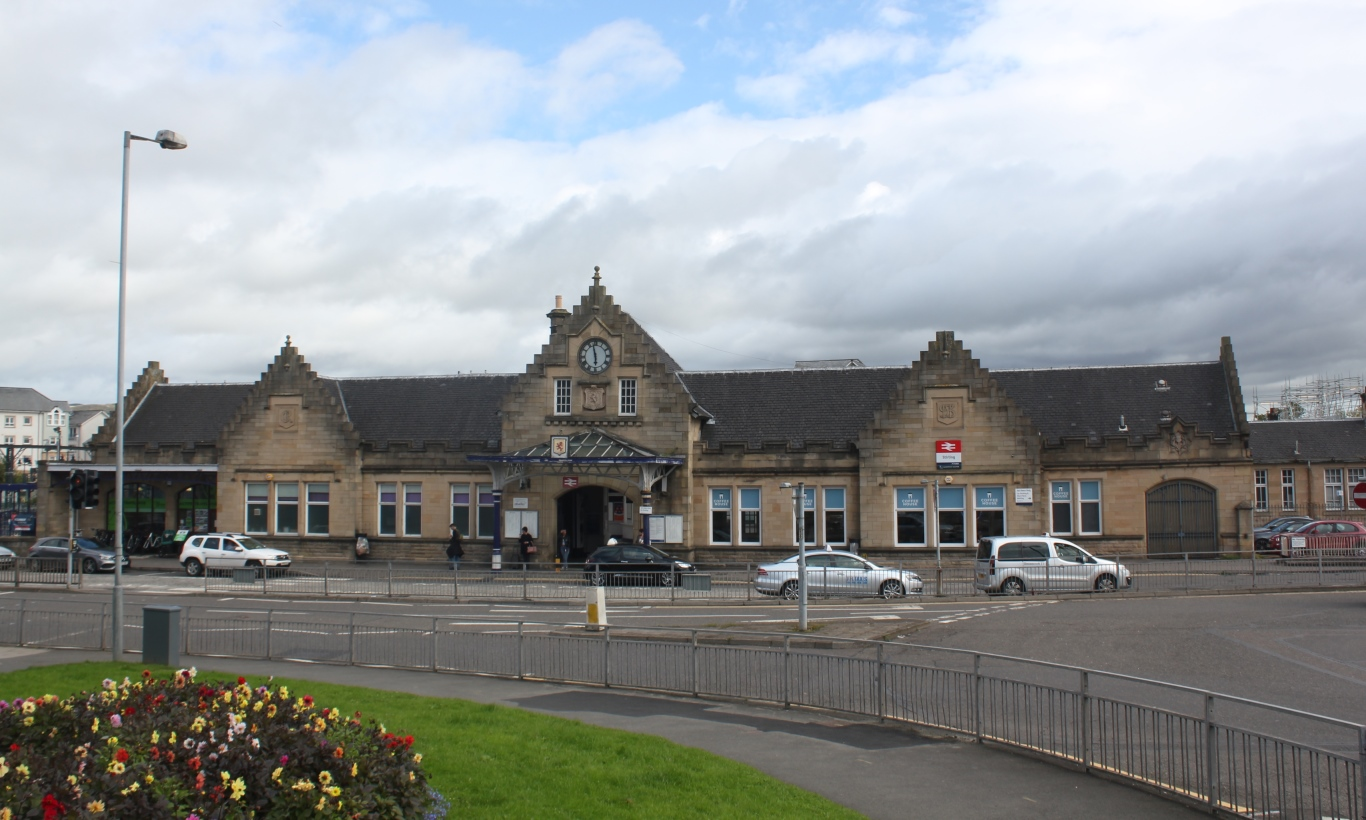
Stationsgebouw (2019)